# Diascia gracilis
Diascia gracilis är en flenörtsväxtart som beskrevs av Rudolf Schlechter. Diascia gracilis ingår i släktet tvillingsporrar, och familjen flenörtsväxter. Inga underarter finns listade i Catalogue of Life.